# The Rolling Stones (EP)
The Rolling Stones è il primo EP inciso dai Rolling Stones, pubblicato nel 1964.

## Brani
Contiene quattro cover registrate in due sessioni separate, la prima l'8 agosto 1963 ai Decca Studios di West Hempstead (anche se viene ritenuto poco probabile che il brano sia stato registrato con tanto anticipo rispetto alla pubblicazione) e la seconda il 14 novembre 1963 ai Lane Lea Studios di Kingsway.

## Storia
Venne pubblicato il 17 gennaio 1964 e poi ristampato nel 2004 all'interno della raccolta Singles 1963-1965.

## Accoglienza
L'EP raggiunse la posizione numero 13 nella classifica dei singoli britannica.

## Tracce
1. Bye Bye Johnny – 2:09 (Chuck Berry)
2. Money – 2:31 (Berry Gordy e Janie Bradford)
3. You Better Move On – 2:39 (Arthur Alexander)
4. Poison Ivy – 2:06 (Jerry Leiber e Mike Stoller)

## Formazione
- Mick Jagger – voce solista
- Brian Jones –  chitarra ritmica, cori, armonica a bocca
- Keith Richards – chitarra solista
- Charlie Watts – batteria, percussioni
- Bill Wyman – basso, cori